# Lucreţiu Pătrăşcanu
Lucreţiu Pătrăşcanu, né à 4 novembre 1900 à Bacău et mort à 17 avril 1954, est un homme politique roumain et politicien communiste.
Pătrăşcanu était l'un des premiers membres du Parti communiste roumain. Il était l'un des trois délégués du Royaume de Roumanie au IVe congrès du Komintern.
Il est l'un des dirigeants du Coup d'État de 1944. Pendant le régime communiste, il est arrêté, emprisonné et tué en prison.